# 155号弗吉尼亚州州道
維吉尼亞州155號公路（Virginia State Highway 155）是為美國維吉尼亞州的重要公路之一，連接查理斯市的維吉尼亞州5號公路和Providence Forge的維吉尼亞州249號公路。公路建於1933年，全長21.77公里。